# امیره دباج فومنی

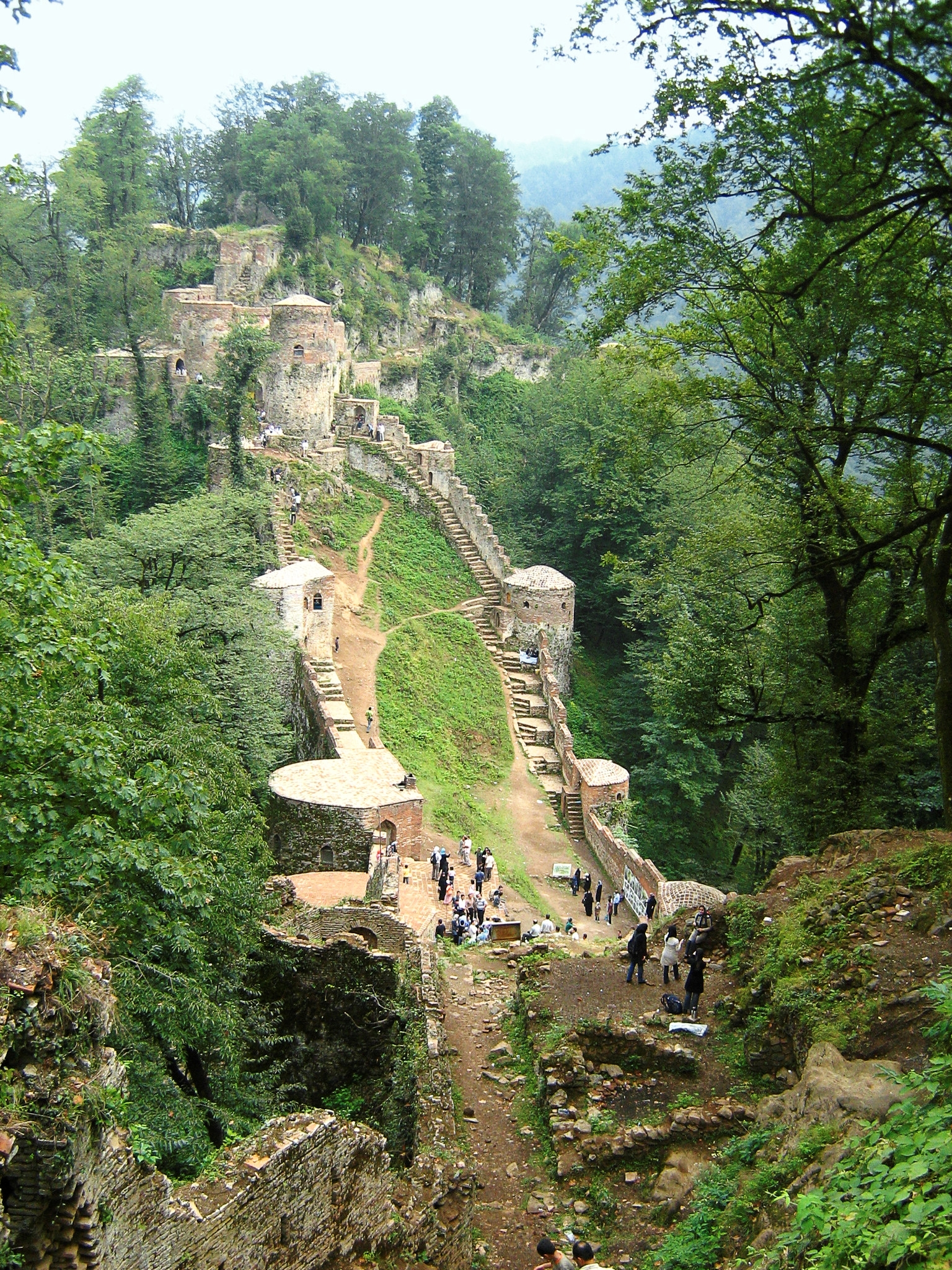
از جمله اقدامات امیره دباج تجدید بنای قلعه رودخان در سال‌های ۹۱۸ تا ۹۲۱ هجری قمری بود.

سلطان حسام‌الدین امیره دباج بن امیر علاءالدین اسحق به اختصار امیره دوباج فومنی ملقب به مظفرالسلطان در اواخر سده ۱۵ و اوایل سده ۱۶ میلادی، بر بیه پس (به مرکزیت فومن؛ و بعداً رشت)، که یک منطقه سنی بود حکومت می‌کرد. او پس از پدرش امیره حسام الدین اسحاقوند به حکومت رسید. او که از خاندان دباج/عشقوند بود، اصل و نسب اش را به پادشاهان ساسانی و پیش از آن می‌رساند، و در همان زمان، ادعای تبار از اسحاق نبی می‌کرد.

## حکمرانی امیره دباج
امیره دباج، جانشین پدرش حسام الدین شد. او احتمالاً در واکنش به روابط خوب سلطان احمد خان، ولی به احتمال بیشتر چون در توافق مخفیانه با دربار عثمانی بود، خود را آن قدر قوی می‌یافت که ملزومات وفاداری به شاه اسماعیل را به جا نیاورد. (دم از استعداد و استقلال می‌زد و لوازم اطاعت و انقیاد به عمل نمی‌آورد، اینالچیک به گیلان به عنوان یک ایالت مرزی خودمختار در امپراطوری عثمانی اشاره می‌کند). در ۹۲۵، شاه اسماعیل به احمد خان و برخی از حکام محلی مازندران و رستم دار، از جمله دورمش خان، و زینال خان شاملو، دستور داد بیه پس را فتح کنند. امیره دباج، تصمیم گرفت به جای مواجهه به تنهایی با سپاه صفوی، هدایایی به دربار بفرستد، و تقاضای بخشایندگی کند و در همان زمان از احمد خان که در آن زمان در اردوگاه سلطنتی بود خواهش کند، تا پادرمیانی کند. شاه اسماعیل که هیچگاه از شکست در چالدران بهبود نیافت، و احتمالاً از روابط دباج با سلطان سلیم آگاه نبود، او را بخشید. امیره دباج سکه‌هایی به نام شاه اسماعیل زد و یک سال بعد از دربار بازدید کرد، که در آن موقع لقب مظفر سلطان را دریافت کرد و دختر شاه اسماعیل به همسری او در آمد.
در ۹۳۵ خان احمد خان به قزوین، پایتخت، رفت تا تابعیت خود را به شاه طهماسب جوان اعلام کند. به ترغیب شاه طهماسب، او مذهب زیدی خود را ترک کرد و شیعه اثنی عشری را پذیرفت، مذهبی که او تلاش کرد پس از بازگشت اش به گیلان، بر رعایای اش تحمیل کند. پس از یک دوره حکومت سی سال و دوماهه، احمد خان در شعبان ۹۴۰ درگذشت. جانشین او کارکیا حسن بود، که در ۹۴۳ بر اثر طاعون درگذشت. پسر حسن، احمد، که بعدها به عنوان خان احمد خان (۹۴۴ - ۱۰۰۰) شناخته شد، که در زمان مرگ پدرش فقط یک سال داشت، توسط امیره عباس، یکی از اعیان محلی که در آن زمان در قدرت بود، فرمانروای بیه پیش اعلام شده بود.
در جنگ داخلی پس از مرگ شاه اسماعیل اول بین گروههای رقیب قزلباش، مظفر سلطان که با وجود ازدواج با خواهر شاه رابطه دوستانه‌ای با دربار نداشت، از استاجلوها شورشی علیه قوای دیوسلطان، امیرالمرا که به نام شاه جدید طهماسب جوان عمل می‌کرد حمایت کرد. پس از سرکوب شورش مظفر سلطان هراسان از انتثام شاه تهماسب به خاطر حمایتش از امرای شورشی، و یحتمل ارتباط با دربار عثمانی که به گیلان، منبع تولید ماده خام برای صنعت پررونق ابریشم عثمانی چشم داشت، مصمم به براندازی قدرت صفوی شد. بنا به گفته قاضی احمد تماسهایی با دیکر دشمن شدید صفویان به نام عبیدالله خان حاکم ازبک بخارا هم برقرار کرده بود. او پس از مرگ همسرش در ۹۳۸ کاملاً از دربار صفوی جدا شد و در جریان اشغال آذربایجان توسط سلطان سلیمان عثمانی در ۹۴۰، به امید این که سلیمان به زودی بر سلطنت صفوی پایان دهد، در راس ارتشی ۸۰۰۰ نفری به او پیوست. سیاست زمین سوخته شاه تهماسب که نمی‌خواست نبرد مخرب چالدران را تکرار کند، علاوه بر سرمای زودرس شدید آن سال، قشون عثمانی را مجبور به عقب‌نشینی کرد. مظفر سلطان هراسان و در نا امیدی به گیلان برگشت، ولی پیش از رسیدن به رشت، تختگاه حکومت، مورد حمله یکی از همراهانش، امیره حاتم کهدم قرار گرفت و شکست خورد. او گیلان را ترک کرد و به سلطان خلیل حاکم وقت شیروان پناه برد که او هم با یک دختر شاه اسماعیل ازدواج کرده بود. سلطان خلیل به زودی در جمادی‌الاول ۹۴۲ در گذشت و مظفرسلطان به تبریز برده و ۷ ربیع‌الثانی ۹۴۷/۱۷ فوریه ۱۵۳۷ در ملا عام زنده زنده به دستور شاه تهماسب سوزانده شد. اندکی بعد رستم فومنی، یکی از امرای سابق عالی رتبه مظفرسلطان به امیره حاتم حمله و او را که خود را در بیه پس مستقر کرده و به نام خود سکه ضرب کرده بود اسیر کرد. امیره حاتم در زنجیر به دربار فرستاده شد، ولی نهایتاً از او عذرخواهی شد و به کرمان فرستاده شد.
در بالای در ورودی قلعه رودخان کتیبه‌ای ست که می‌گوید:
«این قلعه که به نام قلعهٔ حسامی است نخستین بار در سال نهصد و هجده تا سال نهصد و بیست و یک به امر سلطان حسام الدین بن امیره دباج بن امیره علاء الدین اسحقی تجدیدبنا شد. این کتیبه را کمال الدین بن محمد گیلانی نوشت. عبارات آن از خان احمد شیروانی و تحریر آن از ابن حسین الخراسانی است.»